# Filipendula ulmaria
Reine-des-prés
Espèce
Classification phylogénétique
Statut de conservation UICN

 LC  : Préoccupation mineure
La Reine-des-prés (Filipendula ulmaria), anciennement appelée ulmaire, ou fausse spirée, est une espèce de plantes à fleurs de la famille des Rosacées, originaire de l'Europe et d'Asie. C'est une plante mellifère.
C'est l'espèce type du sous-genre  Filipendula subg. Ulmaria.

## Dénominations

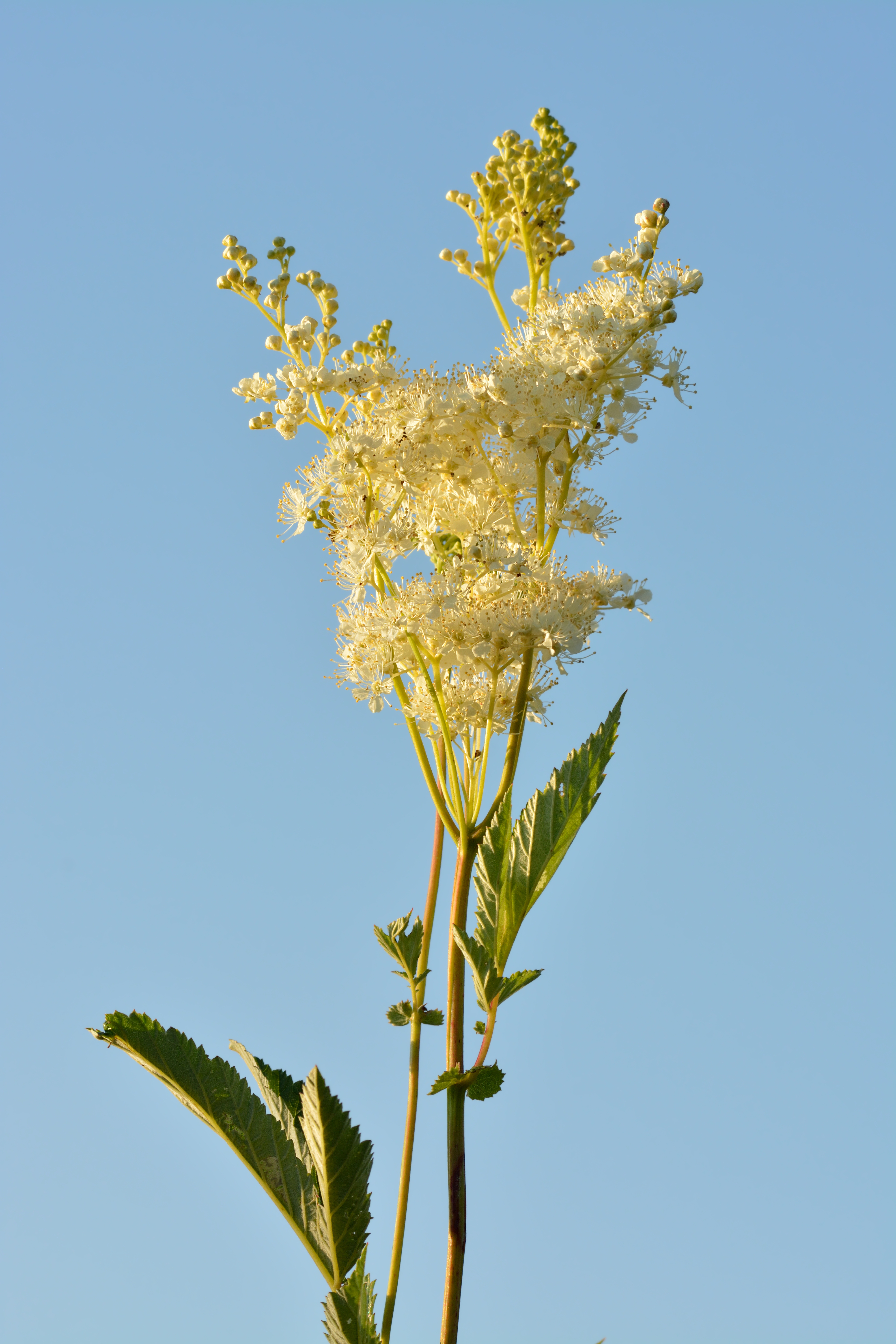
Reine des prés en fleur.

Le nom scientifique Filipendula ulmaria est attribué par Carl von Linné (synonyme : Spiraea ulmaria L.). Filipendula vient du latin filum, « fil », et pendulum, « pendant », en référence aux parties souterraines de la plante formées de tubercules reliés par de minces racines qui évoquent des fils pendants.
Son nom vernaculaire de reine-des-prés rappelle que cette plante domine les prairies humides abandonnées et les mégaphorbiaies (où elle détermine leur appauvrissement floristique).
La plante porte plusieurs noms vernaculaires : filipendule ulmaire ou spirée ulmaire, belle des prés, barbe des chênes, barbe de bouc, fleur des abeilles, herbe aux abeilles, ormière, grande potentille, vignette...
Le nom spirée vient de la forme spiralée de ses fruits. L'épithète ulmaria (« ressemblant à l'orme ») fait référence aux folioles des feuilles qui ressemblent à celles de l'arbre.

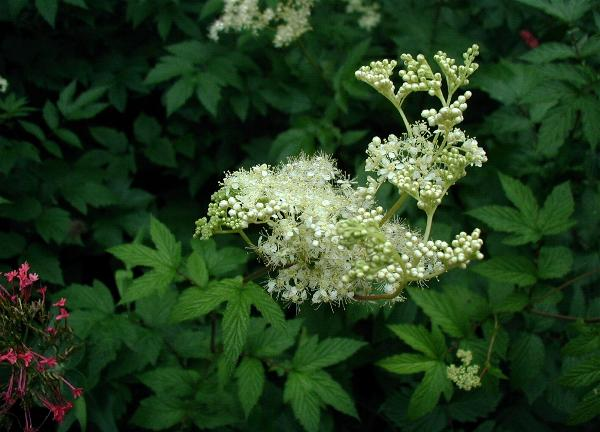
Inflorescence.
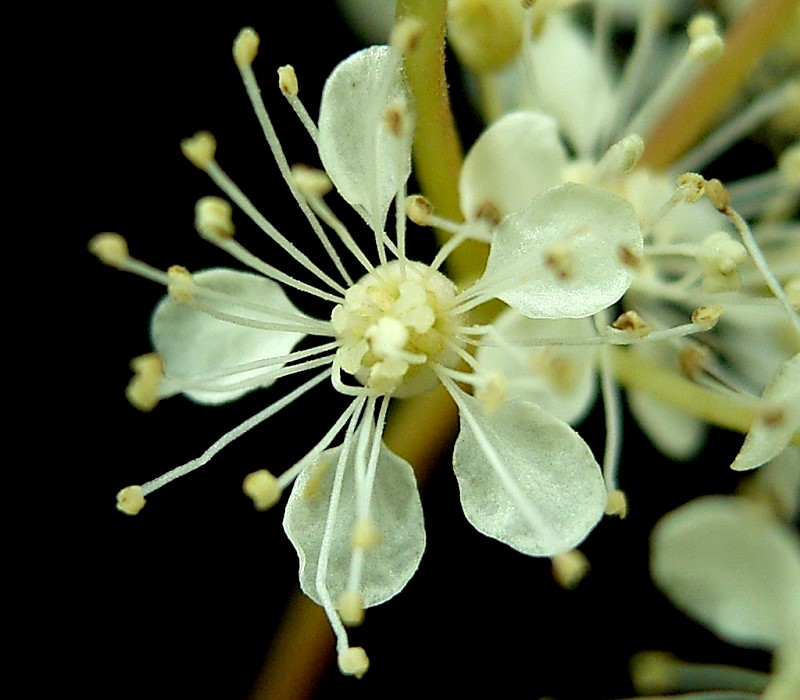
Fleur.
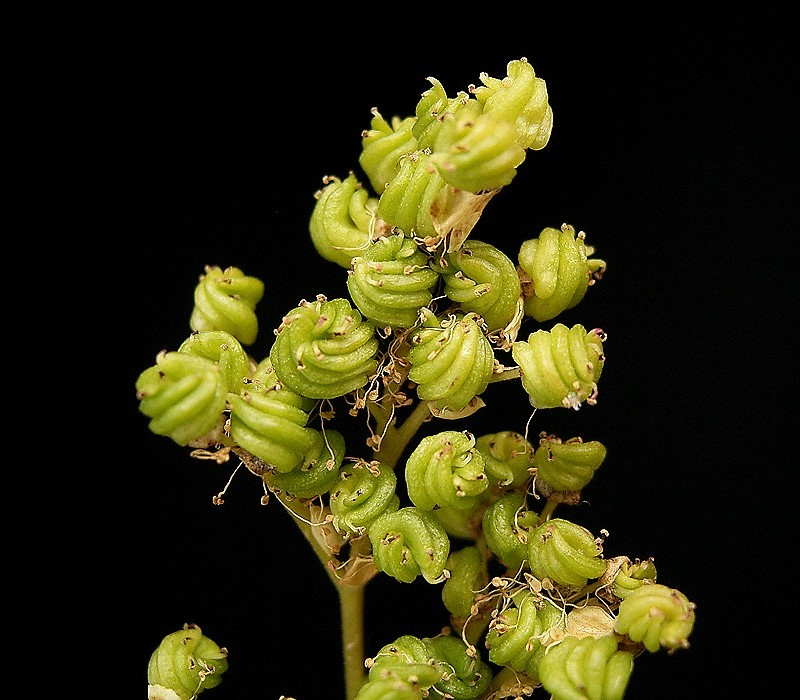
Akènes spiralés.

## Description

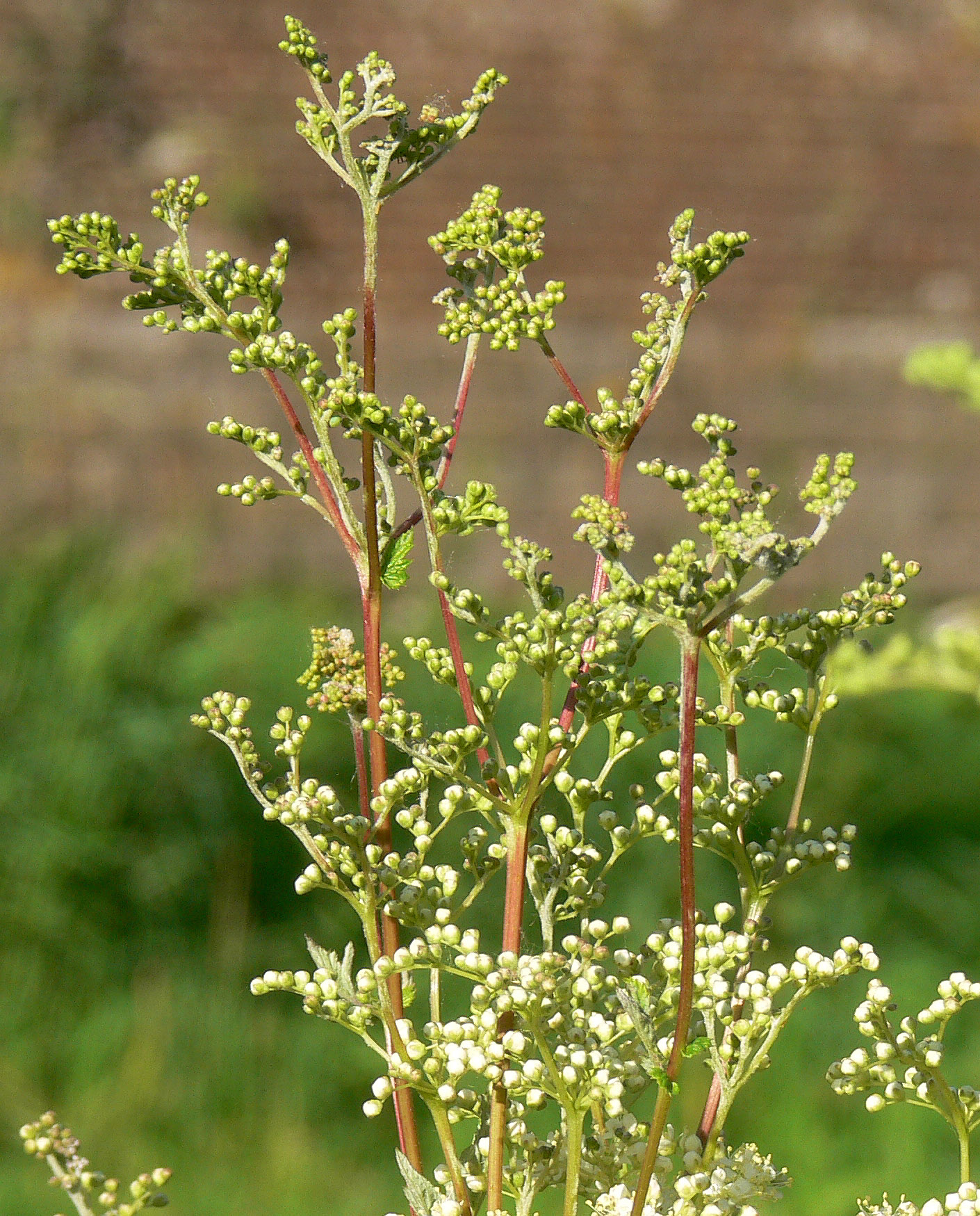
Boutons floraux à différents stades de maturité.

Cette belle plante herbacée vivace, velue et feuillue, au port dressé très élégant, mesure de cinquante centimètres à un mètre et demi. Elle a un rhizome rampant. C'est probablement son allure altière qui a donné son nom commun : reine-des-prés.
- Sa tige est rougeâtre, glabre et anguleuse.
- Les fleurs sont de multiples fausses ombelles ramifiées, très odorantes, d'un blanc crème.
- La  feuille est  imparipennée, vert sombre, glabre au-dessus, feutrée de blanc en dessous.
- La foliole terminale est palmée, divisée en trois ou cinq  parties, tandis que les folioles latérales forment de deux à cinq paires le long du pétiole.
- Les fruits sont enroulés en hélice.

## Habitat

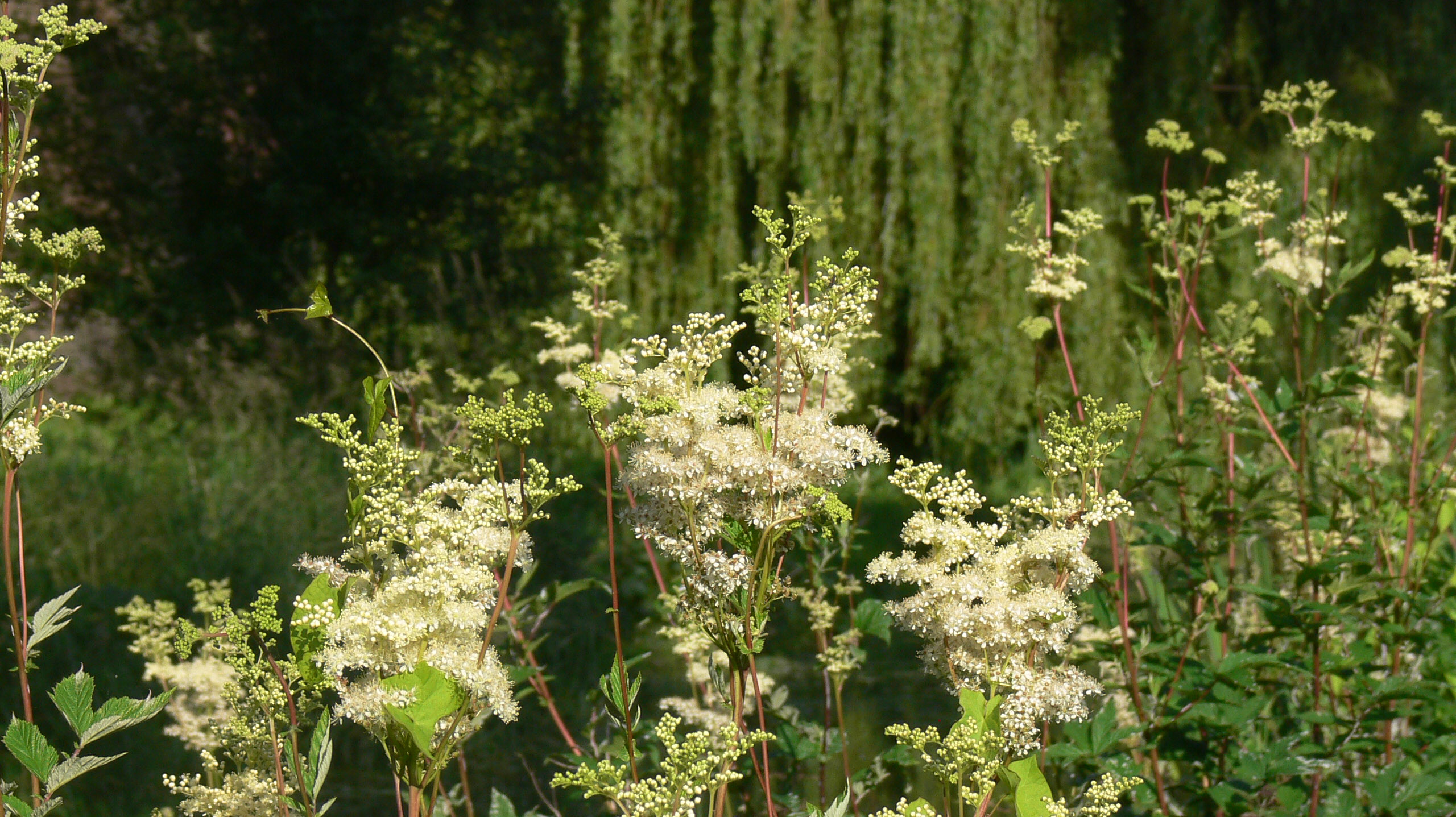
Reine des prés.

Elle pousse dans les lieux humides, particulièrement au bord des cours d’eau et dans les fossés le long des routes et des chemins. Elle apprécie les prairies humides, les mégaphorbiaies de plaines, les lisières d'aulnaies ou les prés humides, d’où son nom.

## Aire de répartition
La reine-des-prés est présente dans toute la France métropolitaine. Elle est rare en région méditerranéenne et absente de Corse. On peut l'observer jusqu'à 1 700 m d'altitude au début de l'été. C'est une plante eurasiatique.

## Phytopathologie

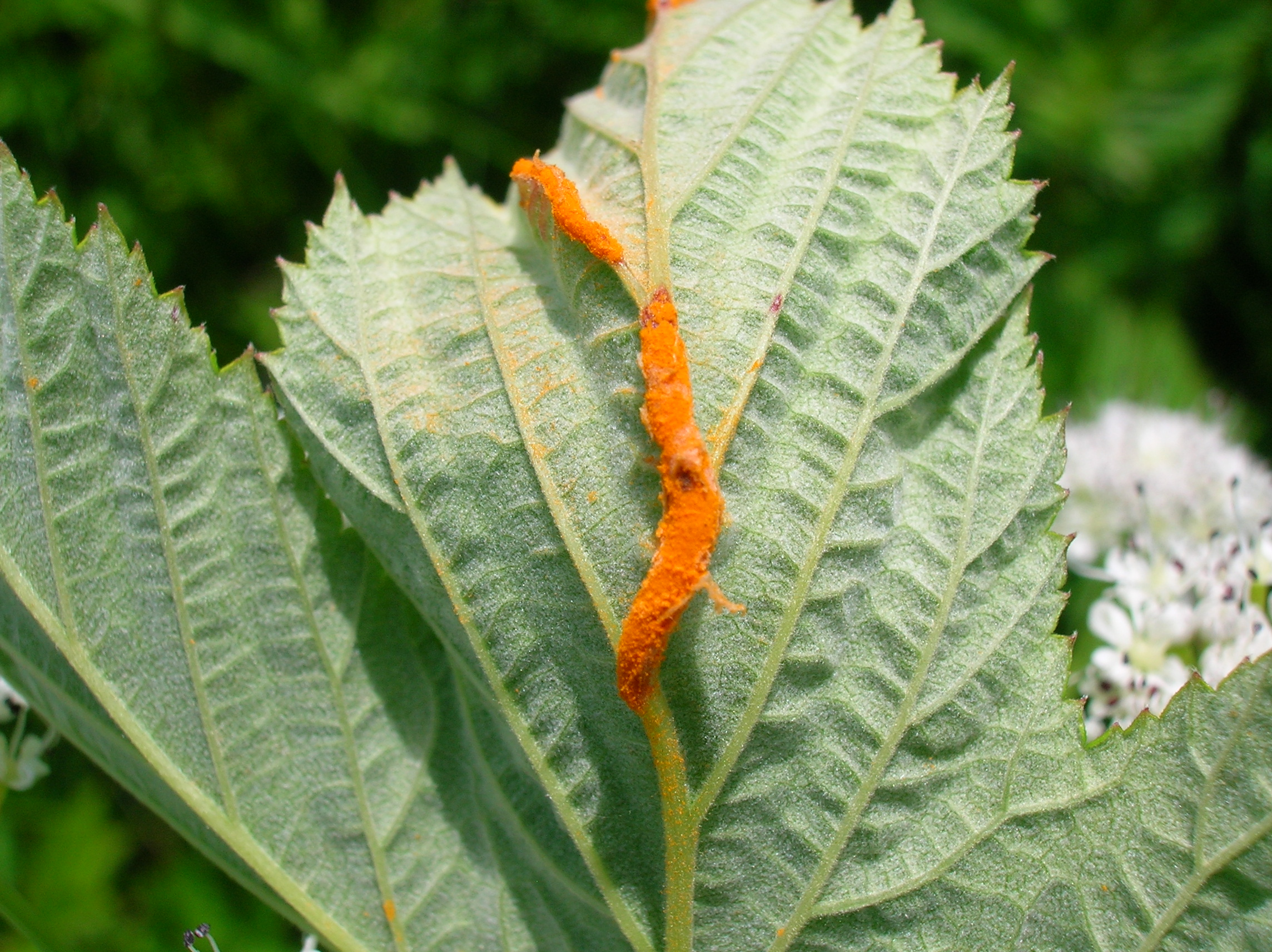
Rouille provoquée par Triphragmium ulmariae dans une de ses phases de reproduction asexuée nommée « urédie primaire ».

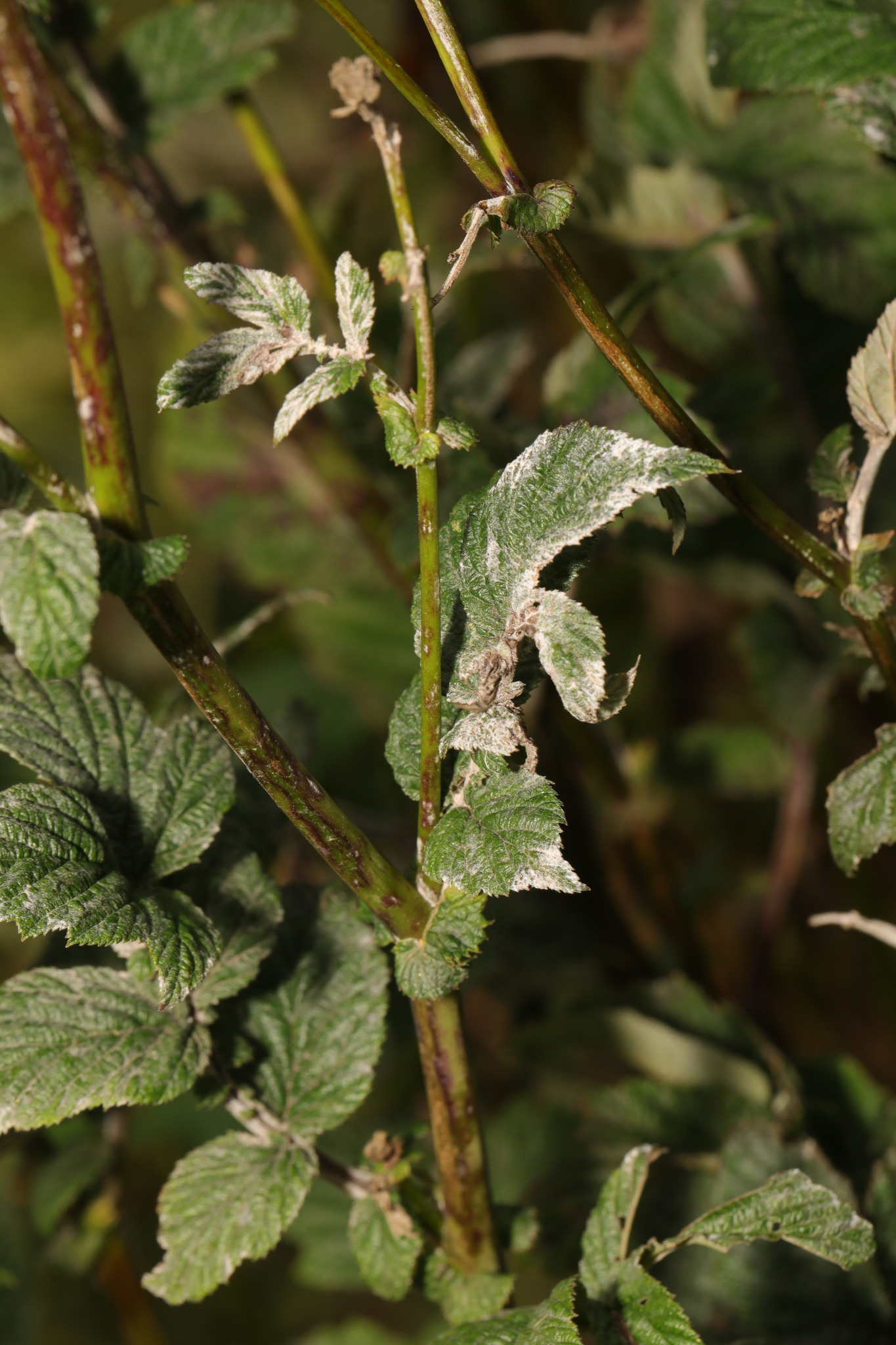
Oïdium provoqué par Podosphaera filipendulae.

Triphragmium ulmariae est un agent de la rouille qui produit de remarquables urédies jaune orangé. Ce pathogène est répandu en Europe, en Asie et en Amérique du Nord. Son impact parasitaire sur la mortalité des plantules est très important,.
Podosphaera filipendulae est un agent de l'oïdium qui produit un mycélium blanc, dense et farineux recouvrant la totalité de la partie aérienne et déformant souvent l'inflorescence. Il s'agit d'un pathogène répandu sur l'ensemble de l'hémisphère nord. Erysiphe ulmaria est une autre espèce plus rare et plus discrète qui provoque également cette maladie cryptogamique. Son mycélium est peu développé, se limitant à l'environnement autour des fructifications, et la plante n'est pas déformée.
Urocystis ulmariae est un agent du charbon qui produit des sores sous forme de longs renflements dans les pétioles et les nervures des feuilles, se fendant longitudinalement pour exposer la masse de spores brun foncé. Cette espèce est présente en Europe.

## Utilisation alimentaire
Cette plante a été utilisée comme aromatisant dans les crèmes et les desserts, mais aussi les dentifrices et les boissons. Ses inflorescences restent un excellent condiment, à condition de les avoir fait sécher au moins un an avant utilisation, la maturation permettant aux arômes de se développer. Ses fleurs et ses feuilles donnent une infusion agréable. Elles peuvent aussi être mises à macérer dans du vin ou de la bière pour les parfumer.

## Propriétés médicinales
On recense en France une quarantaine d'emplois en médecine traditionnelle.
Grâce à ses flavonoïdes, la reine des prés est principalement utilisée pour son action drainante, aidant à réduire les excès d'eau dans les membres.
- Propriétés des sommités fleuries : antalgique, anti-inflammatoire, antipyrétique (véritable « aspirine végétale » grâce à ses composants, en particulier les salicylates), diurétique, sudorifique, astringente, tonique, antispasmodique, cicatrisante, digestive.
- Les feuilles et les fleurs sont diurétiques, fébrifuges, antispasmodiques et antirhumatismales.
- Les racines et les feuilles sont astringentes, vulnéraires et détersives.

Cette plante, en vente libre autorisée, fait partie de la pharmacopée française.
- Principaux constituants connus : acide salicylique (en écrasant la plante entre les doigts, on sent l’odeur du salicylate de méthyle), fer, soufre, calcium, glucosides, gaulthérine, spiréine, héliotropine, vanilline, flavonoïdes, des tanins et de la vitamine C.

Au même titre que le saule (Salix alba), la reine des prés est riche en dérivés salicylés. L'extraction de l'acide salicylique de sa racine a permis la synthèse de l'aspirine. Le nom scientifique de cette dernière, marque déposée par Bayer en 1899, provient d'ailleurs du préfixe A (pour Acétyl, l'acétylation rendant cette molécule tannique moins irritante dans le tube digestif), « spir » pour Spirsaüre (en allemand « acide de la spirée ») et « ine » (suffixe classique en chimie industrielle).
Cette spirée « exhale, sous l'effet de la pression, une odeur de vestiaire sportif : elle est riche en aldéhyde salicylique et en acide salicylique. Ces tannins, proches par l'odeur et par leurs propriétés analgésiantes de l'acétylsalicylate qui constitue l'aspirine, entrent dans la composition des crèmes utilisées par les sportifs contre les contusions » et correspondent pour la filipendule à des rhizodépôts allélochimiques aux effets phytotoxiques (inhibition du développement d'autres espèces végétales de la rhizosphère).

## Statut, menaces
Ce n'est pas une plante menacée, mais elle a fortement régressé dans de nombreuses régions en raison du recul des zones humides à la suite des drainages et/ou de leur comblement.

## Interactions
La Reine-des-prés est prisée par un papillon de la famille des nymphalidés, le Nacré de la sanguisorbe. Ce dernier y pond ses œufs. Ainsi, une fois les chenilles écloses, elles utilisent la plante comme abri et source de nourriture.